# Schiller Park, Illinois
Schiller Park là một làng thuộc quận Cook, tiểu bang Illinois, Hoa Kỳ. Năm 2010, dân số của làng này là 11793 người.

## Dân số
Dân số qua các năm:
- Năm 2000: 11850 người.
- Năm 2010: 11793 người.